# Anaphes parvus
Anaphes parvus is een vliesvleugelig insect uit de familie Mymaridae. De wetenschappelijke naam is voor het eerst geldig gepubliceerd in 1841 door Förster.